# Jaap Kistemaker

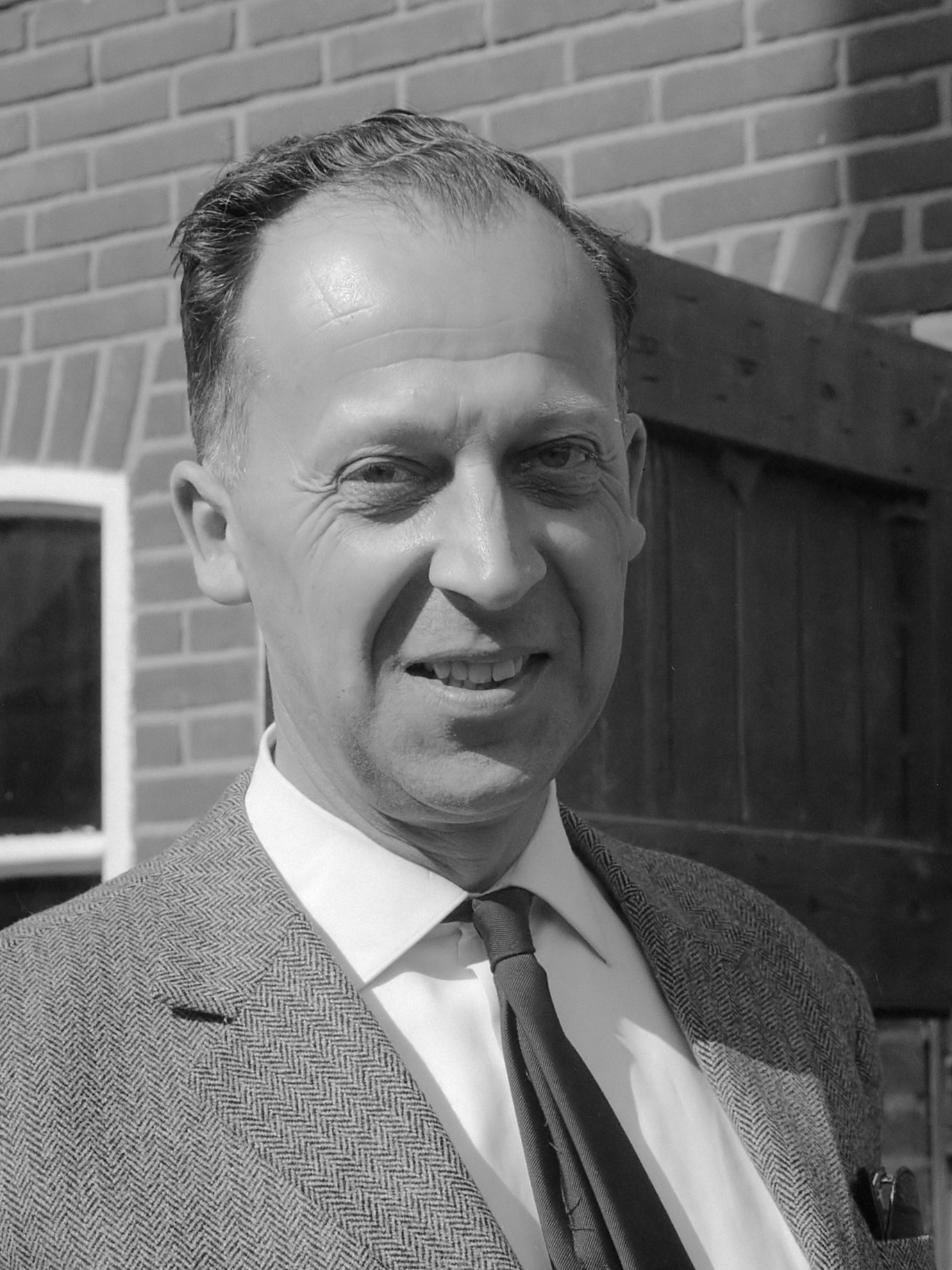
Jacob Kistemaker (1968)

Jacob (Jaap) Kistemaker (Kolhorn, 23 april 1917 – Bilthoven, 28 mei 2010) was een Nederlands natuurkundige en hoogleraar. Jaap Kistemaker was in Nederland een pionier op het gebied van uraniumverrijking met behulp van ultracentrifuges op basis van het type Gernot Zippe, de technologie waarmee tegenwoordig de firma Urenco verrijkt uranium produceert voor gebruik in kerncentrales. Prof. dr. Jaap Kistemaker heeft veel gepubliceerd op het gebied van lagetemperatuurfysica, isotopenscheiding en energieonderzoek. Zijn motto was "Er is geen vooruitgang in de wetenschap, alleen verandering"

## Wetenschappelijke loopbaan

### Opleiding
Jacob Kistemaker was een boerenzoon uit Kolhorn.
Aanvankelijk wilde Kistemaker astronoom worden en ging hij in 1935 naar de Universiteit van Leiden, maar na in een aantal colleges sterrenkunde gevolgd te hebben besloot hij een studierichting te kiezen die hem iets tastbaarders zou geven. Vanaf 1935 studeerde Kistemaker wis- en natuurkunde aan de Rijksuniversiteit Leiden. Aansluitend werd hij tijdens de Tweede Wereldoorlog assistent bij het Leidse Kamerlingh Onnes Laboratorium.
In mei 1945 behaalde Kistemaker zijn doctoraalexamen, en begon aan een promotieonderzoek in het Kamerlingh Onnes Laboratorium. Hij promoveerde op 21 november 1945 met het proefschrift Thermodynamische eigenschappen van helium in de omgeving van het lambdapunt.

### Scheiding van uraniumisotopen
Na de oorlog kreeg hij van zijn promotor, Hendrik Kramers, het Smyth-rapport onder ogen waarin beschreven stond hoe de Verenigde Staten de atoombom hadden ontwikkeld. Hieruit bleek dat de Europese natuurkundigen een enorme achterstand hadden op het gebied van kernfysica.
De wetenschap adviseerde de Nederlandse regering om een eigen kernreactor te ontwikkelen, en omdat Nederland in 1939 in het geheim al 10.000 kg uraniumerts had ingekocht, werd besloten dit zelf te gaan verrijken.

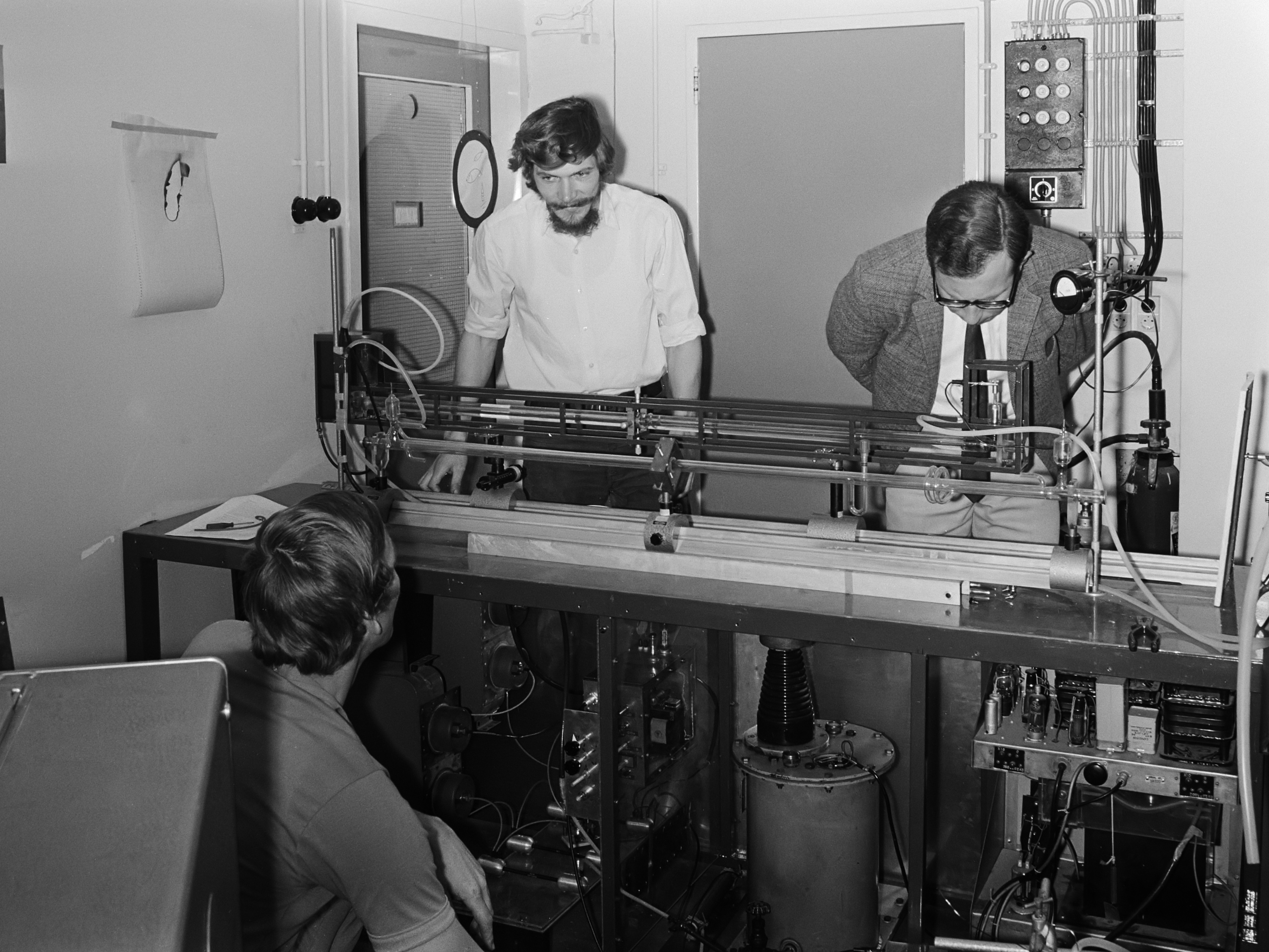
Laboratorium van professor Kistemaker in de Kruislaan, Amsterdam (1971)

Kistemaker werkte een jaar bij het Niels Bohr-instituut in Kopenhagen om kennis te verkrijgen op het gebied van magnetische scheiding van uranium isotopen. Hij trad per 1 januari 1947 in dienst van de Stichting voor Fundamenteel Onderzoek der Materie (FOM), en startte op 15 september 1949 het FOM-laboratorium voor Massaspectrografie (het huidige AMOLF), aanvankelijk aan de Hoogte Kadijk in Amsterdam, en vanaf 1959 aan de Kruislaan. Bij het gemeentelijk energiebedrijf aan de Hoogte Kadijk werd een 40 ton zware elektromagnetische isotopenseparator ontwikkeld, en op 6 januari 1953 was Kistemaker in staat een monster licht verrijkt uranium te produceren. Ernest Lawrence, Niels Bohr, Irene Curie en Samuel Goudsmit bezochten Amsterdam om er zich op de hoogte te stellen hoe het eerste (westerse) verrijkte uranium buiten het Amerikaanse embargo om was vervaardigd.
Hij reisde naar de Verenigde Staten om zijn resultaat voor te stellen. Als gevolg daarvan besloot het Amerikaans Congres in 1955 de geheimhouding van de elektromagnetische scheidingtechniek op te heffen, waardoor radio-isotopen beschikbaar kwamen voor wetenschap en medische toepassingen. In 1957 organiseerde Kistemaker de eerste internationale conferentie over isotopenscheiding in Amsterdam.

### Verrijking met centrifuges
Elektromagnetische verrijking bleek echter niet bijzonder efficiënt te zijn. Vanaf 1953 werkte Kistemaker aan massascheiding van de twee natuurlijke uraniumisotopen U-235 en U-238 door het centrifugeren van UF6-gas. Zijn onderzoek naar de verrijking van uranium kwam in een stroomversnelling nadat hij in 1954 een onaangekondigd bezoek had gebracht aan de Universiteit van Hamburg waar professor Hertz een lezing hield over isotopenscheiding met behulp van centrifuges. Gedurende de oorlog hadden Duitse wetenschappers in Hamburg al met gascentrifuges geëxperimenteerd. Kistemaker startte daarop met de verkregen kennis in Nederland samen met zijn collega Joop Los onderzoek naar ultracentrifuges in de kelders van Werkspoor in Amsterdam. Specifieke kennis over gascentrifuges verkreeg hij van de Oostenrijker dr. Gernot Zippe, die in Sovjet krijgsgevangenschap ultracentrifuges voor het Sovjet-kernwapenprogramma had ontwikkeld, en in Amsterdam een congres over isotopenscheiding bezocht. Kistemaker wijzigde daarop zijn onderzoek aan horizontale centrifuges met glijlagers naar verticale centrifuges draaiend op een taats. In 1960 slaagde hij erin uranium te verrijken met verticale centrifuges met wrijvingsloze en zelfrichtende lagers. In 1962 werd het ultracentrifugeonderzoek overgedragen aan Werkspoor, en in 1969 werd de uraniumverrijkingsfabriek Urenco in Almelo opgericht.

### Directeur en hoogleraar

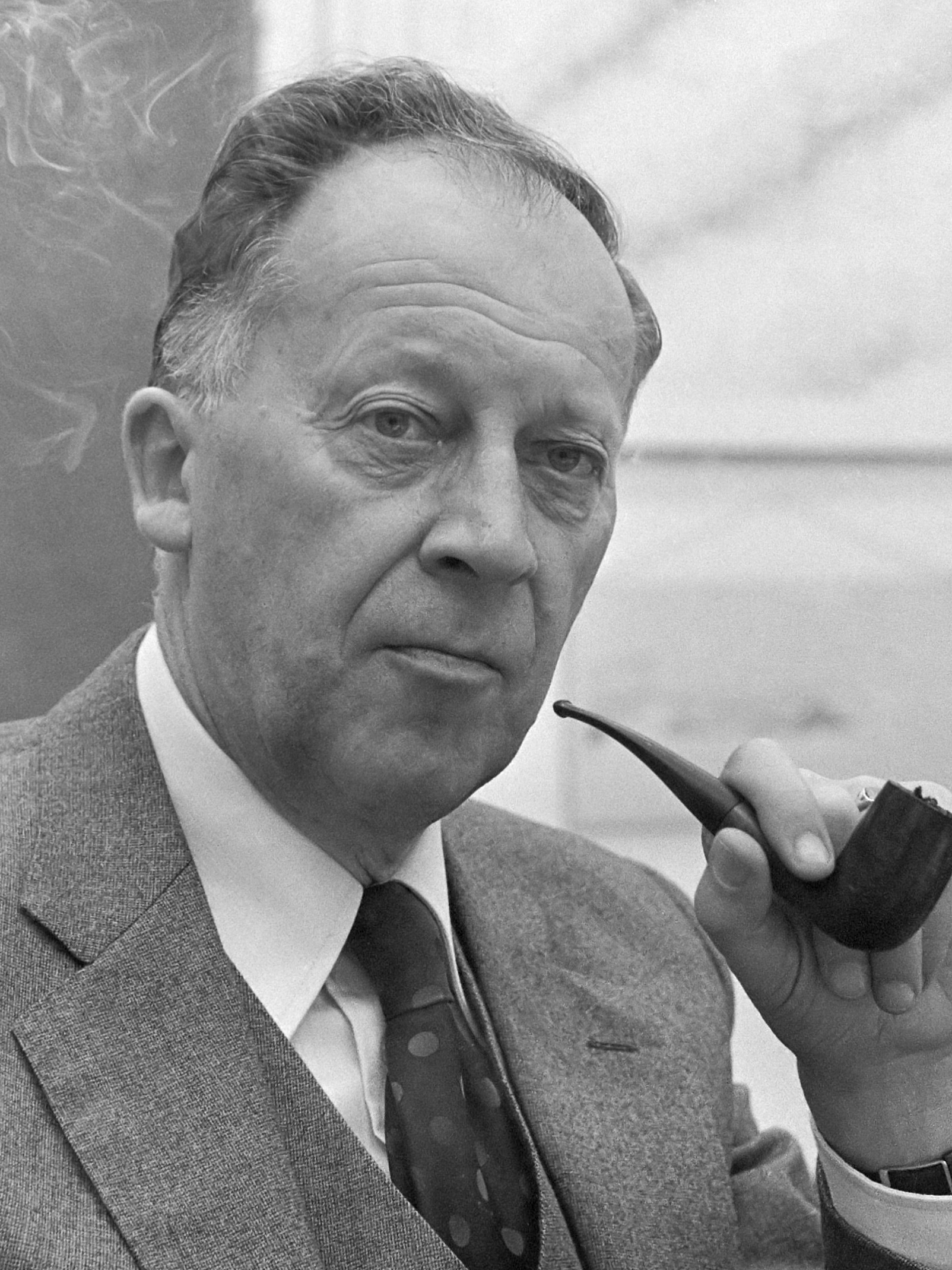
Jacob Kistemaker (1980)

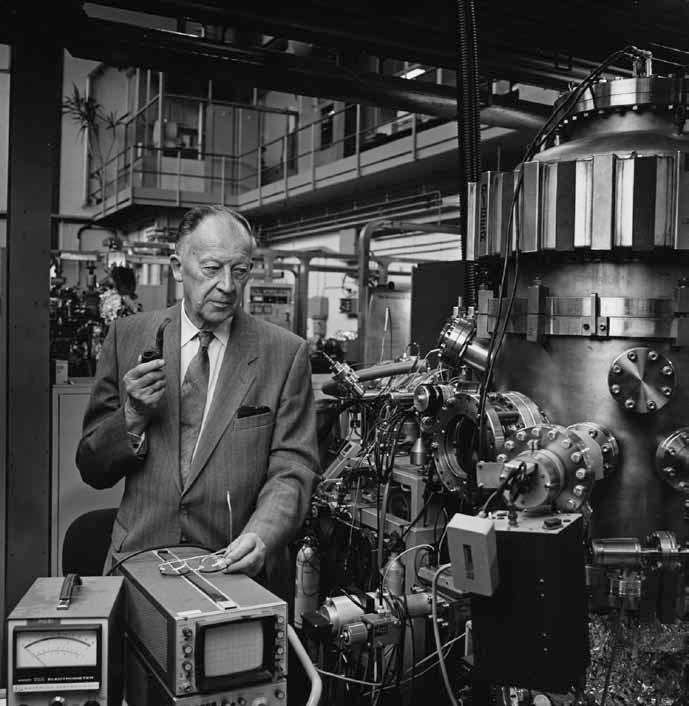
Jacob Kistemaker (met dank aan de KNAW)

Jaap Kistemaker leidde het FOM-instituut AMOLF van 1949 tot zijn pensionering in 1982, en specialiseerde het instituut in fundamentele atoom- en molecuulfysica, waarbij hij de toepasbaarheid van het onderzoek in industrie en maatschappij van belang vond. Hij nodigde nog in de Koude Oorlog fysici van beide kanten uit in het instituut en veel van zijn promovendi werden later hoogleraar in het buitenland.
Zijn voorkeur voor kernenergie maakte hem een doelwit van de antikernergiebeweging. Thuis werd zijn voordeur door zijn tegenstanders eens met lange bouten dichtgeschroefd, om te verhinderen dat hij naar een bijeenkomst voor de Brede maatschappelijke discussie over kernenergie zou gaan.
Jacob Kistemaker was lid van het Teylers Tweede Genootschap en conservator van het Natuurkundig Kabinet van het Teylers Museum in Haarlem. Tevens was hij van 1956 tot 1984 bijzonder hoogleraar te Leiden. Hij was lid van de Koninklijke Nederlandse Akademie van Wetenschappen, en van de Koninklijke Hollandsche Maatschappij der Wetenschappen, associé van de Académie royale de Belgique, en had eredoctoraten aan de universiteiten van Lissabon, Luik en Lublin. Daarnaast was hij actief binnen Euratom en verrichtte hij onderzoek naar een zogenaamde plasmasplijtingsreactor. Hij was medeoprichter van de Nederlandse Vacuümvereniging en van De jonge Onderzoekers.

### Afscheid en prijs

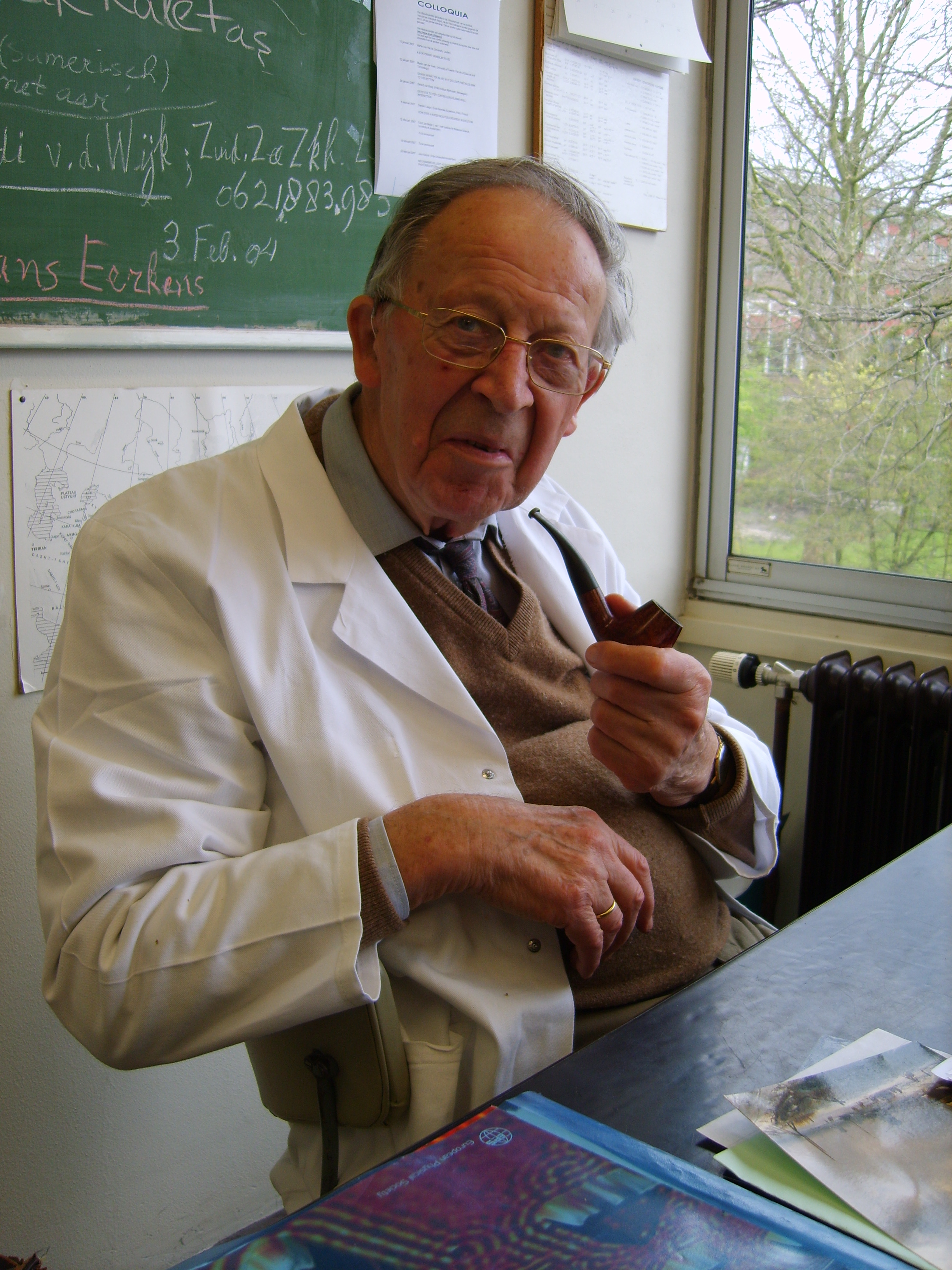
Jacob Kistemaker (2008)

Op donderdag 29 april 1982 nam hij afscheid van FOM. Ter gelegenheid van dit afscheid stelde FOM de driejaarlijkse Jacob Kistemakerprijs in voor Nederlands natuurkundig onderzoek "dat het meest dienstbaar is aan andere wetenschappen, de techniek, de industrie of aan de samenleving in het algemeen". Hij behield zijn werkkamer op het instituut en was tot 2009 nog wekelijks aanwezig op het lab. In maart 2010 verhuisde AMOLF naar een nieuw pand in het Science Park Amsterdam. Jacob Kistemaker had echter al besloten niet mee te verhuizen, en zijn oude werkkamer werd in het depot opgeslagen. Op 28 mei 2010 overleed hij in zijn woonplaats Bilthoven.

## Privéleven
Jaap Kistemaker trouwde in mei 1943 en kreeg twee dochters en een zoon. Hij was lid van de Orde van Vrijmetselaren onder het Grootoosten der Nederlanden, en werkte na zijn pensionering met een Chinese promovendus aan de relatie tussen Chinese sterrenbeelden en de oorsprong van het alfabet.